# 罗男
罗男（1986年11月3日—），辽宁鞍山人，中国女子游泳运动员。
2008年北京奥运会中国体育代表团成员，主攻蛙泳。

## 运动经历
- 1996年 辽宁省鞍山市体校 教练侯英杰
- 1998年 辽宁省队 教练韩冰岩
- 1999年 国家队 教练韩冰岩

## 主要成绩
- 2001年 全国运动会 200米蛙泳 第一名
- 2001年 全国运动会 4×100米混合泳接力 第一名
- 2006年 亚洲运动会 200米蛙泳 第二名
- 2006年 亚洲运动会 4×100米混合泳接力 第一名
- 2006年 全国游泳冠军赛 100米蛙泳 第一名
- 2007年 世界游泳锦标赛 4×100米混合接力 第三名